# Лаксельв
Лаксельв (норв. Lakselv, півн.-саам. Leavdnja, квен. Lemmijoki) — село на півночі Норвегії, адміністративний центр муніципалітету Порсангер у фюльке Фіннмарк. Населення за даними на січень 2011 року становить 2206 осіб.
За 1,5 км від села є аеропорт, який з'єднує Лаксельв з такими містами півночі Норвегії як Кіркенес, Тромсе, Алта й ін. Крім того, через Лаксельв проходить Європейський маршрут E06, що зв'язує місто з півднем Норвегії, а також із містом Кіркенес на сході. Є кілька магазинів і супермаркетів, а також 2 готелі. Розвинений туризм, пов'язаний влітку з ловлею лосося, а взимку — з катанням на лижах.
Від 1981 року в Лаксельві розташований головний офіс газети Ságat («Новини»), матеріали якої значною мірою присвячені саамській тематиці.

## Клімат
У селі Лаксельв субарктичний клімат із тривалою, але не дуже холодною для даної широти зимою і коротким, прохолодним літом.
| Клімат Лаксельва        | Клімат Лаксельва | Клімат Лаксельва | Клімат Лаксельва | Клімат Лаксельва | Клімат Лаксельва | Клімат Лаксельва | Клімат Лаксельва | Клімат Лаксельва | Клімат Лаксельва | Клімат Лаксельва | Клімат Лаксельва | Клімат Лаксельва | Клімат Лаксельва |
| Показник                | Січ.             | Лют.             | Бер.             | Квіт.            | Трав.            | Черв.            | Лип.             | Серп.            | Вер.             | Жовт.            | Лист.            | Груд.            |                  |
| Середній максимум, °C   | −8,6             | −7,6             | −2,9             | 1,5              | 7,2              | 14,0             | 17,1             | 14,8             | 9,6              | 2,4              | −3,4             | −7,1             |                  |
| Середня температура, °C | −14              | −13,1            | −8,4             | −3,1             | 3,5              | 9,8              | 12,7             | 10,7             | 6,0              | −0,7             | −7,6             | −12,2            |                  |
| Середній мінімум, °C    | −19,4            | −18,6            | −13,9            | −7,7             | −0,1             | 5,6              | 8,3              | 6,6              | 2,4              | −3,7             | −11,7            | −17,3            |                  |
| ----------------------- | ---------------- | ---------------- | ---------------- | ---------------- | ---------------- | ---------------- | ---------------- | ---------------- | ---------------- | ---------------- | ---------------- | ---------------- | ---------------- |
| Джерело:                |                  |                  |                  |                  |                  |                  |                  |                  |                  |                  |                  |                  |                  |